# Tanytarsus minor
Tanytarsus minor är en tvåvingeart som beskrevs av Jean-Jacques Kieffer 1915. Tanytarsus minor ingår i släktet Tanytarsus och familjen fjädermyggor. Inga underarter finns listade i Catalogue of Life.